# Џенсен Аклс
Џенсен Рос Аклс (енгл. Jensen Ross Ackles; Далас, 1. март 1978) амерички је глумац, продуцент и редитељ. Најпознатији је по улози Дина Винчестера у серији Ловци на натприродно. Такође је глумио Ерика Брејдија у серији Дани наших живота, Алека/X5-494 у серији Црни анђео и Џејсона Тига у серији Смолвил. Глумио је главну улогу у филму Мој крвави дан заљубљених и позајмио глас Џејсону Тоду у анимираном филму Бетмен: Под црвеном кацигом, као и Бетмену у анимираној адаптацији стрипа Бетмен: Дуга Ноћ вештица.

## Детињство и младост
Аклс је рођен у Даласу. Син је Дон Џоун (девојачко Шафер) и Алана Роџера Аклса, глумца. Одрастао је у Ричардсону, а похађао је Средњу школу Лојд В. Беркнер. Након што је дипломирао 1996. године, преселио се у Лос Анђелес да би започео своју глумачку каријеру.

## Приватни живот
После три године забављања, Аклс се верио са глумицом и манекенком Данил Харис у новембру 2009. године. Пар се венчао 15. маја 2010. у Даласу. Њихово прво дете, ћерка, рођена је у мају 2013. године. У августу 2016. пар је објавио да очекују близанце, дечака и девојчицу, који су рођени у децембру.
Аклс је сувласник пиваре у Дриппинг Спрингсу у Тексасу, Family Business Beer Company, са супругом и тазбином. Назив пиваре је омаж на серију Ловци на натприродно („породични посао“ је слоган за серију).

## Филмографија

### Филм
| Година | Српски назив                     | Изворни назив | Улога                      | Напомене                                                       |
| ------ | -------------------------------- | ------------- | -------------------------- | -------------------------------------------------------------- |
| 2004.  |                                  |               | Џенсен                     | кратки филм; такође извршни продуцент и први асистент редитеља |
| 2005.  | Граница страха                   |               | Џејк Греј                  |                                                                |
| 2007.  |                                  |               | Боаз Пристли               |                                                                |
| 2009.  | Мој крвави дан заљубљених        |               | Том Ханингер               |                                                                |
| 2010.  | Бетмен: Под црвеном кацигом      |               | Џејсон Тод / Црвена Кацига | ; гласовна улога                                               |
| 2019.  |                                  |               | Џек Дарфи                  | камео улога                                                    |
| 2021.  | Бетмен: Дуга Ноћ вештица, 1. део |               | Брус Вејн / Бетмен         | ; гласовна улога                                               |
| 2021.  | Бетмен: Дуга Ноћ вештица, 2. део |               | Брус Вејн / Бетмен         | ; гласовна улога                                               |
| н. п.  |                                  |               | Вуд Хелм                   | суспендован филм                                               |

### Телевизија
| Година     | Српски назив                       | Изворни назив | Улога                   | Напомене                                                                |
| ---------- | ---------------------------------- | ------------- | ----------------------- | ----------------------------------------------------------------------- |
| 1996.      |                                    |               | Мајкл Дас               | епизода: „Живео Вишбоун!”                                               |
| 1996.      |                                    |               | Бред Ролинс             | епизода: „Све време у водоторњу”                                        |
| 1996—1997. |                                    |               | Малколм                 | споредна улога; 7 епизода                                               |
| 1997.      | Сибил                              |               | Дејвид                  | епизода: „Венчање”                                                      |
| 1997—2000. | Дани наших живота                  |               | Ерик Брејди             | главна улога; 115 епизода                                               |
| 2001.      | Плавуша                            |               | Еди Г. Робинсон         | телевизијски филм                                                       |
| 2001—2002. | Црни анђео                         |               | Бен / X5-493, Алек Макдауел / | епизода: „Поло локо” (1. сезона), главна улога; 18. епизода (2. сезона) |
| 2002—2003. | Досонов свет                       |               | Си-Џеј Брекстон         | споредна улога; 12 епизода                                              |
| 2003.      |                                    |               | Макс Морган             | неемитована телевизијска серија                                         |
| 2004—2005. | Смолвил                            |               | Џејсон Тиг              | главна улога (4. сезона); 22 епизоде                                    |
| 2005—2020. | Ловци на натприродно               |               | Дин Винчестер           | главна улога; 327 епизода                                               |
| 2011.      | Ловци на натприродно: Аниме серија |               | Дин Винчестер           | главна улога; 2. епизоде, главна улога                                  |
| 2012.      |                                    |               | гост                    | епизода: „Соло лет”                                                     |
| 2015—2018. |                                    |               | плесач / себе           | гостујућа улога; 2. епизоде                                             |
| 2017.      |                                    |               | Џастин Енглс            | епизода: „Арлингтон”                                                    |
| 2022.      | Широко небо                        | Big Sky       | Бо Арлен                | гостујућа улога (2. сезона) главна улога (3. сезона)                    |
| 2021.      | Дечаци                             |               | Војник                  | постпродукција (3. сезона)                                              |

### Видео-игре
| Година | Назив | Улога          | Напомене       |
| ------ | ----- | -------------- | -------------- |
| 2010.  |       | Гибсон         | главна улога   |
| 2010.  |       | Гибсон         | главна улога   |
| 2011.  |       | Кајл Мадиган   | гласовна улога |
| 2012.  |       | мрачни патуљак | гласовна улога |

### Редитељ
| Година           | Српски назив         | Изворни назив | Напомене  |
| ---------------- | -------------------- | ------------- | --------- |
| 2010—2015, 2019. | Ловци на натприродно |               | 6 епизода |